# SN 1997M
SN 1997M – supernowa odkryta 6 stycznia 1997 roku w galaktyce A082257+0352. W momencie odkrycia miała maksymalną jasność 23,20m.